# ツヘニスツカリ川 (アブハジア)
ツヘニスツカリ川（ツヘニスツカリがわ、グルジア語: ცხენისწყალი、グルジア語ラテン翻字: Tskhenistsqali）は、ジョージア西部アブハジア自治共和国を流れる河川。
コドリ山脈南部にあるカジ尾根を水源とする。ツヘニスツカリ川はアブハジアのオチャムチレ地区域内を流れ、オチャムチレの町の北西で黒海に流れ込む。流域にはグヴァダ、コチャラ、ツヘニスツカリ、ツァゲラといった村がある。